# 歌川国継
歌川 国継（うたがわ くにつぐ、生没年不詳）とは、江戸時代の浮世絵師。

## 来歴
初代歌川豊国の門人で作画期は文政の頃とされ、岸松斎と号し肉筆画を残している。

## 作品
- 「二見ヶ浦」　絹本着色　光記念館所蔵　※「岸松齋國継画」の落款、印文不明の朱文方印あり。那須ロイヤル美術館（小針コレクション）旧蔵
- 「常盤御前図」　紙本著色　ミネアポリス美術館所蔵　※「岸松齋國継画」の落款、印文不明の朱文方印あり。クラーク日本美術・文化研究センター旧蔵
- 「義経と弁慶図」　絹本着色　熊本県立美術館所蔵